# Macrosteles pythicus
Macrosteles pythicus är en insektsart som beskrevs av Dlabola 1970. Macrosteles pythicus ingår i släktet Macrosteles och familjen dvärgstritar. Inga underarter finns listade i Catalogue of Life.